# Závist (district de Blansko)
Pour les articles homonymes, voir Závist.
Závist (en allemand : Sawist) est une commune du district de Blansko, dans la région de Moravie-du-Sud, en République tchèque. Sa population s'élevait à 140 habitants en 2020.

## Géographie
Závist se trouve à 6 km à l'ouest de Blansko, à 21 km au nord-nord-ouest de Brno et à 173 km à l'est-sud-est de Prague.
La commune est limitée par Černá Hora au nord, à l'est et au sud-est, et par Milonice au sud-ouest et à l'ouest.

## Histoire
La première mention écrite de la localité date de 1776.